# Cheiloneurella
Cheiloneurella is een geslacht van vliesvleugeligen uit de familie Encyrtidae. De wetenschappelijke naam van dit geslacht is voor het eerst geldig gepubliceerd in 1915 door Girault.

## Soorten
Het geslacht Cheiloneurella omvat de volgende soorten:
- Cheiloneurella binotativentris Girault, 1915
- Cheiloneurella indica Singh & Hayat, 2005